# Kresy (kwartalnik)
Kresy – kwartalnik poświęcony literaturze i sztuce, redagowany przez naukowców z lubelskich uczelni. Wydawany przez Stowarzyszenie Literackie „Kresy”. Ukazywał się w latach 1989–2010.
Kwartalnik literacki „Kresy” łączył formułę pisma literackiego i poświęconego sztuce współczesnej z formułą pisma akademickiego. Drukowano zarówno utwory prozatorskie i poetyckie czołowych pisarzy polskich różnych generacji, przekłady z literatur obcych oraz eseje i szkice poświęcone literaturze. W „Kresach” ukazał się głośny w latach 90. szkic Janusza Sławińskiego „Zanik centrali” 1994, nr 2, oraz wiele wystąpień diagnozujących stan kultury współczesnej (np. szkice Przemysława Czaplińskiego, ankiety: „Pejzaż po przełomie, ale nie po klęsce”, „Co się dzieje po „brulionie"”, dyskusje: „Na powierzchni literatury i w środku”). Wiele uwagi poświęcono twórczości Brunona Schulza (osobne bloki w kilkunastu numerach pisma), jak również tradycji romantycznej we współczesności. Pojawiały się wielogłosy poświęcone twórcom średniego i młodszego pokolenia (np. Tomaszowi Różyckiemu, Michałowi Witkowskiemu). Systematycznie prezentowano wybitnych twórców w rozmowach. Osobne miejsce zajmował dział Sztuki. Drukowano także archiwalia, głównie z kręgu kultury emigracyjnej).

## Redakcja
Red. naczelny – Arkadiusz Bagłajewski. Redakcja: Dariusz Jóźwik, Piotr Kosiewski, Andrzej Niewiadomski, Andrzej Woytowicz.